# Иса Факъх
Иса Факъх (на турски: Isa Fakıh) е османски съдия, кадия, дарител от XVI век.

## Биография
Иса Факъх, както показва името му, е преподавател по право (факъх) в Юридическото училище в Битоля. За известно време е дефтердар – глава на финансовия отдел на административна единица, в султанския дворец. В документ, свързан с Чирмен, се казва Timari Mevlana Isa Fakıh, defterdarı Padişah (Тимарът на нашия молла Факъх, дефтердар на падишаха).
В 911 година от хиджра (1505 от Рождество Христово) той построява Иса Факих джамия на Мюфтийския площад в Битоля. Иса изглежда е бил и мюфтия в градскката администрация. За издръжката на джамията Иса Факъх учредява вакъф от 12 магазина, 15 къщи и целия данък от Житния пазар. Той също така построява месджит в квартал Иса Факъх в Одрин и един неизвестен хан.
Баща е на Исак Челеби ибн Иса.